# Útvar speciálních činností

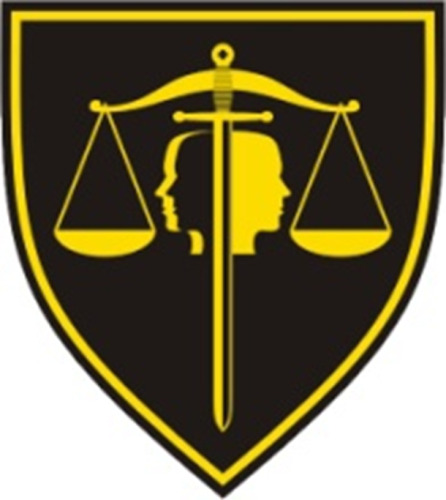
Znak Útvaru speciálních činností SKPV

Útvar speciálních činností, zkráceně ÚSČ, (Útvar speciálních činností služby kriminální policie a vyšetřování Policie České republiky, zkráceně ÚSČ SKPV PČR) je jeden ze servisních útvarů Policie České republiky s celostátní působností.

## Historie
ÚSČ SKPV vznikl v roce 2001 v důsledku přijetí zákona o zvláštní ochraně svědků a přijetí novely trestního řádu, která též přesunula operativně pátrací prostředky (jako agent, předstíraný převod atd.) ze zákona o policii právě do trestního řádu.

## Činnost
ÚSČ SKPV je jedním z celorepublikových servisních útvarů, který – citování z oficiálních informací útvaru: poskytuje své služby osobám ohroženým v souvislosti s trestním řízením, a dále útvar také metodicky řídí provádění krátkodobé ochrany (může ji též poskytovat). Dále ÚSČ poskytuje své služby ostatním policejním útvarům v trestním řízení, a to použitím agenta, prováděním předstíraného převodu a zabezpečováním krycích dokladů. ÚSČ SKPV je díky charakteru poskytovaných činností zvlášť určeným útvarem ve smyslu zákona o utajovaných informacích,[ujasnit] z čehož vyplývá povinnost utajovat téměř veškerou činnost útvaru.

## Struktura
Tento celorepublikový útvar má svého ředitele.
V organizační struktuře Policie České republiky je útvar zařazen mezi servisní složky přímo pod náměstka policejního prezidenta pro službu kriminální policie a vyšetřování, kterým je v současné době (2020) plk. Ing. Mgr. Jaroslav Vild.